# Patapol Ngernsrisuk

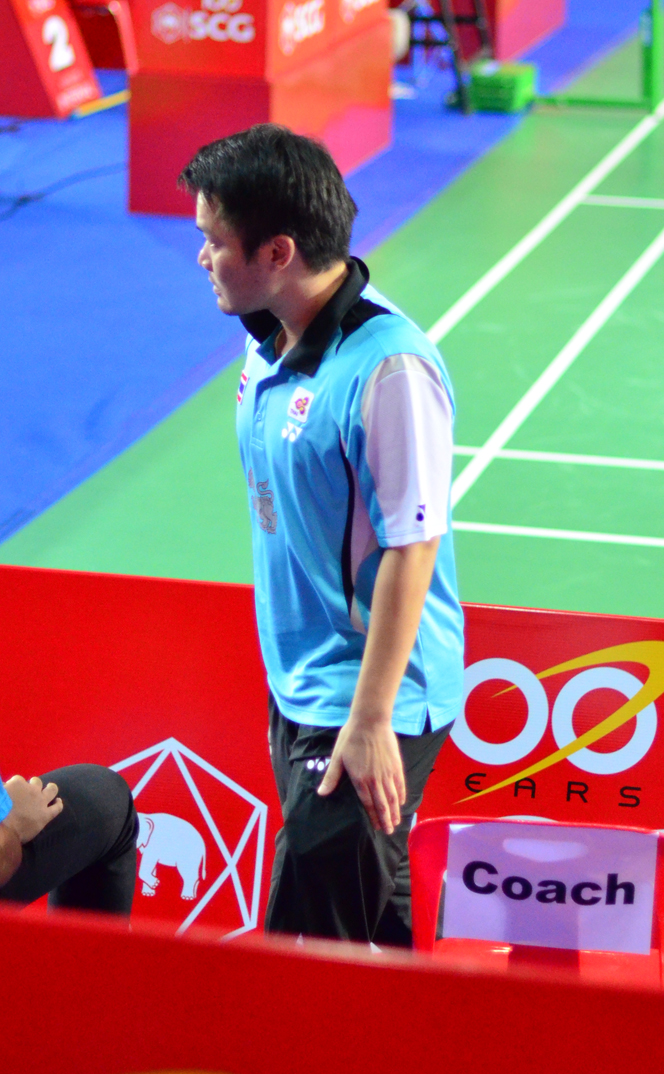
Patapol Ngernsrisuk im Jahr 2013.

Patapol Ngernsrisuk (Thai: ภัททพล เงินศรีสุข; * 29. Dezember 1980 in Bangkok) ist ein thailändischer Badmintonnationalspieler.

## Sportliche Karriere
Als Junior verzeichnete Patapol Ngernsrisuk seinen ersten großen Erfolg,  als er Dritter bei der Badminton-Juniorenweltmeisterschaft 1998 im Doppel mit Sudket Prapakamol wurde. 2004 startete Patapol Ngernsrisuk bei Olympia, ebenfalls im Doppel mit Prapakamol. Die thailändische Paarung schied jedoch schon in Runde eins gegen aus Anthony Clark und Nathan Robertson aus England aus. Beide starteten auch bei der Weltmeisterschaft 2006, schafften es aber nicht weiter als bis in die zweite Runde.
National siegte er mit Khunakorn Sudhisodhi erstmals bei den thailändischen Meisterschaften 2000 im Herrendoppel. Vier weitere Titel im Doppel folgten 2003, 2004, 2006 und 2007 mit Sudket Prapakamol.